# Брисак (замок)
Замок Бриса́к (фр. Château de Brissac) — середньовічний замок в долині річки Луара, історична пам'ятка Франції. Розташований у містечку Бриссак-Кенсе, департамент Мен і Луара, приблизно за 15 кілометрів від Анже.
Належить родині Коссе-Брисак, голова якої має почесний титул герцога де Брисак.

## Історія
Найперший замок був зведений у XI столітті Фульком Нерра, графом Анжуйський. У наступному, XII столітті графство Анжу належало англійцям, і французький король Філіп II усіляко намагався відвоювати ці землі. Після однієї з перемог над англійцями він подарував замок своєму лицарю Гійому де Роше.
У 1434 році замок придбав П'єр де Брезе, який неодноразово обіймав посаду міністра при королях Карлі VII та Людовику XI. Він оновив фортифікаційні споруди замку, проте від тих часів залишилися лише дві бічні готичні вежі з машикулями.
У 1502 році замок придбав Рене де Коссе, губернатор Анжу і Мена. Замок значно постраждав протягом релігійний війн XVI століття, і навіть планувався до знесення. Проте Карл II де Брисак, який обіймав високе положення при дворі та посаду паризького губернатора, підтримав майбутнього короля Генріха IV Наваррського у боротьбі за трон. Останній, отримавши престол короля Франції, був дуже вдячний де Брисаку і зробив посаду губернатора спадкоємною для родини де Брисаків, а також дав герцогський титул і гроші на відновлення замку.
Відбудова замку почалася у 1611 році, під наглядом архітектора Жака Корбіно. За проектом, в замку мало бути 7-8 поверхів, що було зовсім незвичним для тих часів. Втім, у 1621 році Карл де Брисак помер, після чого роботи з перебудови замку призупинилися. Замок був вкритий покрівлею, так і не досягнувши запланованої висоти.
В цьому замку 12 серпня 1620 року сталося одне з примирень Людовика XIII з його матір'ю Марією Медічі, вдовою Генріх IV, яка підняла війська проти свого сина. Примирення проходило у кімнаті Юдит у присутності вищого духівництва країни, це сталося незабаром після поразки повсталих військ коло Пон-де-Се. З приводу примирення герцог Коссе-Брисак влаштував пишне святкування.
Родина Коссе-Брисаків володіла замком до 1792 року, коли сталася Французька революція і замок був пограбований. Він перебував у руїнах і занепаді до 1844 року, коли нащадкам Коссе-Брисаків було повернуто родинну власність. У XXI столітті замком опікується Шарль-Андре до Коссе-Брисак, маркіз де Брисак, старший син Франсуа де Коссе-Брисака, сучасного герцога де Брисак.
У замку проводяться екскурсії, а у замковому театрі — щорічний фестиваль Val de Loire.

## Архітектура

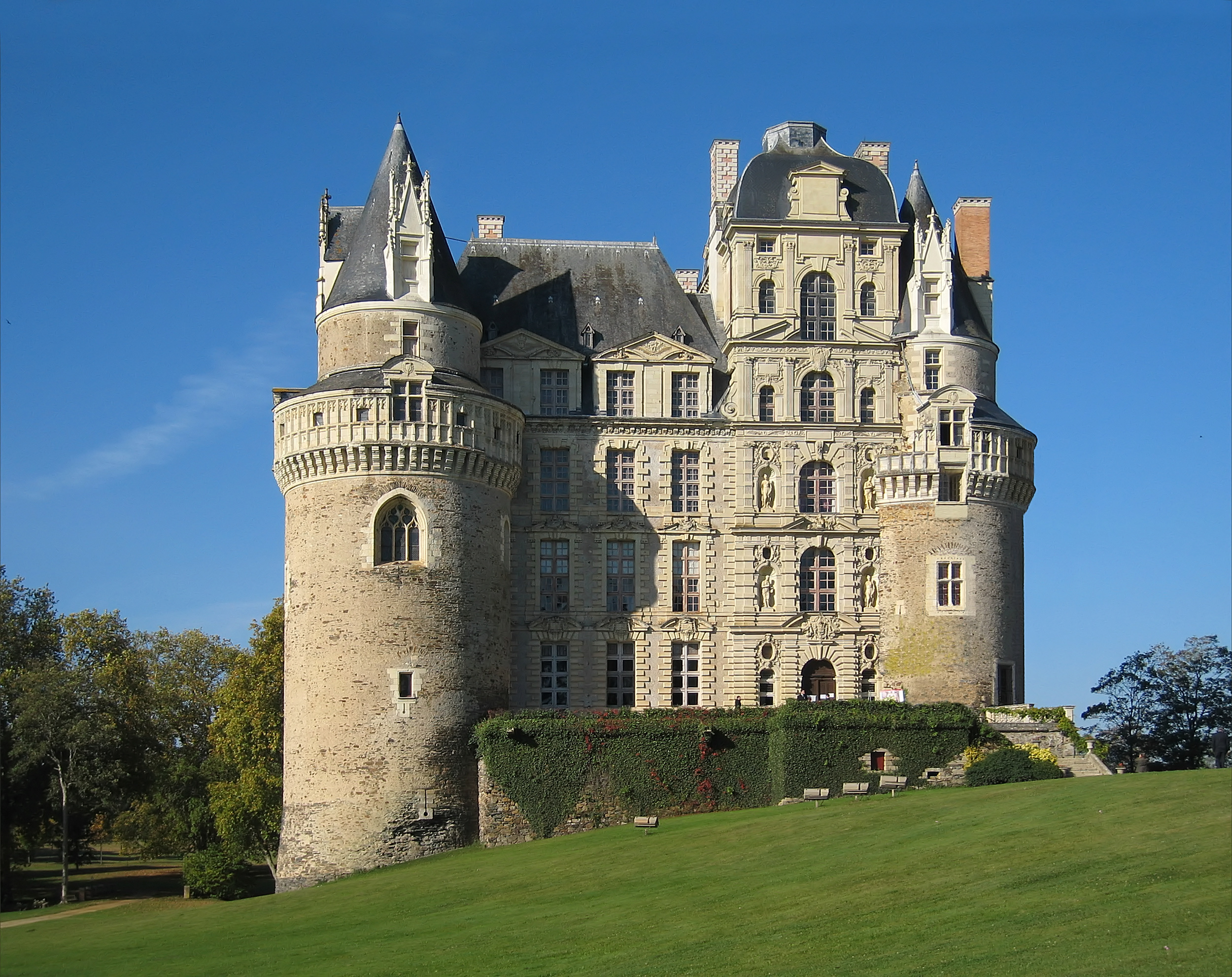
Східний фасад замку

Замок Брисак має сім поверхів, що робить його найвищим замком у долині Луари. В архітектурі замку простежується вплив як італійського ренесансу, так і стилю бароко.
Східний фасад замку виходить на містечко Бриссак-Кенсе, північний — на парк. Фасади дещо асиметричні, вікна прикрашені трикутними та арковими тимпанами.
В замку налічується 203 зали та кімнати. В інтер'єрі активно використані дерев'яні різні панелі та розпис стель, старовинні меблі та гобелени. Найцікавішими є історична Кімната Юдит, прикрашена гобеленами, великий Зал Гвардійців, прикрашений шпалерами, гербами та зброєю, Їдальня, де розташовані пишно декоровані сходи. У південній готичній вежі розташована родинна каплиця, де можна побачити мармуровий барельєф роботи скульптора Давида д'Анжера.

## Замок Брисак в культурі
- У творі Олександра Дюма-батька «Графиня де Монсоро» подругою та сусідкою головної героїні є Жанна де Брисак.
- В середині 1990-х замок був знімальним майданчиком для кулінарного шоу Iron Chef.

## Цікаві факти
- За легендою, назва місцевості, де розташований замок Брисак, походить від прізвиська мельника, який жив тут ще за часів Каролінгів. Він мав звичку шахраювати, висипаючи зерно через дірку в мішку, тому його назвали Breche-sac, «дірка у мішку».
- Існує легенда, що у XV столітті Жак де Брезе, власник замку, довідавшись про невірність своєї дружини Шарлотти, власноруч вбив її та її коханця, а замок якнайшвидше продав. З тих пір у замку можна зустріти привид Шарлотти, який бродить по замку.